# Hopea depressinerva
Hopea depressinerva är en tvåhjärtbladig växtart som beskrevs av Peter Shaw Ashton. Hopea depressinerva ingår i släktet Hopea och familjen Dipterocarpaceae. Inga underarter finns listade i Catalogue of Life.